# Кјументи (Виченца)
Кјументи је насеље у Италији у округу Виченца, региону Венето.
Према процени из 2011. у насељу је живело 95 становника. Насеље се налази на надморској висини од 443 м.